# 세네갈의 로마 가톨릭 교구 목록
세네갈의 로마 가톨릭 교구는 1개 관구에 1개 관구장좌 대교구와 6개 일반교구로 구성된다

## 교구

### 다카르 관구(Province of Dakar)
- 다카르 관구장좌 대교구( Archdiocese of Dakar)
- 카올락 교구( Diocese of Kaolack)
- 콜다 교구( Diocese of Kolda)
- 생-루이교구( Diocese of Saint-Louis du Sénégal)
- 탐바쿤다 교구( Diocese of Tambacounda)
- 티에스 교구( Diocese of Thiès)
- 자긴쇼르 교구( Diocese of Ziguinchor)